# Molophilus fluviatilis
Molophilus fluviatilis är en tvåvingeart som beskrevs av Bangerter 1947. Molophilus fluviatilis ingår i släktet Molophilus och familjen småharkrankar. Inga underarter finns listade i Catalogue of Life.